# Coelotes kumensis
Coelotes kumensis là một loài nhện trong họ Amaurobiidae.
Loài này thuộc chi Coelotes. Coelotes kumensis được miêu tả năm 1989 bởi Shimojana.